# Thieves' Kitchen
Thieves' Kitchen is een Britse band uit de buurt van Hampshire. Thieves' Kitchen, ontstaan in 1998, speelt een combinatie van jazzrock en progressieve rock, maar ook folk- en Canterbury-invloeden zijn hoorbaar. De band komt onregelmatig met nieuwe albums, door de vele stromingen te combineren ontstaat complexe muziek, die nergens mee te vergelijken is. Zelf houden ze het op een mix van Yes, Emerson, Lake & Palmer, Frank Zappa, National Health, U.K., Echolyn, Finneus Gauge, Hatfield and the North, Spock's Beard en Bruford. Het laatste album laat invloeden horen van Caravan.

## Discografie
- 2000: Head
- 2001: Argot
- 2003: Shibboleth
- 2008: The Water Road
- 2013: One for sorrow, two for joy
- 2015: The clockwork universe